# 団体旅行

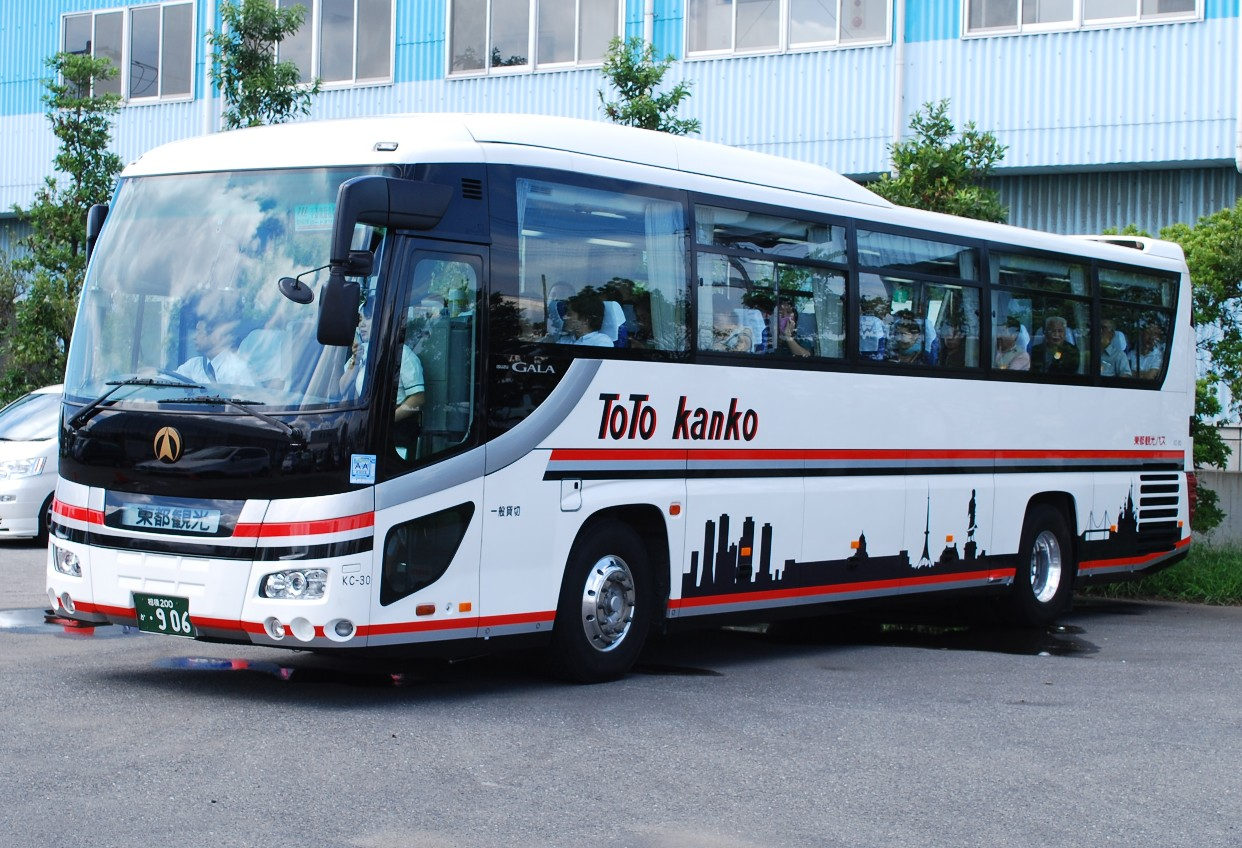
観光バスを貸し切ることがある。（東都自動車交通、いすゞ・ガーラ）

団体旅行（だんたいりょこう）とは、旅行の形態のひとつで、組織が募集する団体旅行や職場旅行のように団体で旅行をすること。個人旅行の対義語である。

## 団体旅行の定義
団体旅行は個人旅行の対義語であり一般的には団体による旅行を意味する。旅行市場の市場調査などでも旅行形態は団体旅行と個人旅行に分けられているが、JTBF旅行実態調査などでは「個人で実施する観光旅行」は個人旅行として扱われている。したがって個人で旅行会社のパック旅行（パッケージツアー）に参加する場合には「個人で実施する観光旅行」に分類され個人旅行として把握される。パッケージツアーを利用する団体旅行は団体ツアー、パッケージツアーを利用する個人旅行は個人ツアーという。
JTBF旅行実態調査では次のような類型が団体旅行とされている。
1. 組織が募集する団体旅行 - 町内やサークルなどが募集する旅行[1]
2. 打ち合わせや会議・視察目的の出張や業務旅行[1]
3. 会社の職場旅行や報奨旅行[1]

なお、交通機関の団体運賃、宿泊施設や観光施設の団体料金が何名から適用されるかは事業者・施設により定められており一様ではない。例えば、JR各社の団体乗車券は8人以上、モデル宿泊約款では15人以上の旅行者を団体と扱う。

## 団体旅行の歴史
団体旅行を世界で初めて実施したのはイギリスのトーマス・クックとされ、禁酒運動集会への参加者を募っての鉄道を利用した団体旅行の企画が最初であった。この団体旅行の企画に成功したトーマス・クックは息子のジョン・メイソン・クックとともに事業化し（トーマス・クック社）、トーマス・クックの名は観光旅行の代名詞となった。
トーマス・クック社はそれまでは一般大衆のものではなかった旅行を、旅行会社が旅行日程を組み団体運賃を使って安価にし旅行参加者を募集した。これが団体旅行の原型であると同時に旅行業の原型でもある。以後、世界中の旅行会社が同様の手法により団体旅行を実施したため、最初に述べたような団体旅行＝旅行会社の旅行という今日の図式が出来上がった。
同社の始めた団体運賃を使った団体旅行の形は、やがて第2次世界大戦後にジェット旅客機の登場とともに旅行の大衆化、いわゆるマスツーリズムへとつながる。
アメリカ合衆国では金融業に参入していたアメリカン・エキスプレスが1891年にトラベラーズチェックを発行し、この事業を通じて旅行業者としての地位も確立していった。

## 団体旅行と旅行会社
簡単な旅行内容であれば幹事と呼ばれる人が直接交通機関や宿泊施設に対して旅行の手配を行なうこともあるが、複雑な旅行内容になると旅行会社に依頼して日程を組んでもらい予約手配まで行ってもらう場合が多い。旅行内容により添乗員をつける場合もある。
旅行業法上の受注型企画旅行という旅行契約は、客の依頼によって旅行会社が要望に沿った日程を組む旅行で、旅行代金が包括的である。前項の団体旅行の種類で最初に述べたものがこれである。2番目に述べたものは、旅行契約上は募集型企画旅行と呼ばれる。旅行会社が日程を組んでから参加者を募集したものであり、一般にパッケージツアーと呼ばれる。